# Engie
Engie är ett av världens största energiföretag, med produktion och distribution av elektricitet som huvudsakliga affärsområden. Det grundades 2008 och ägs till största delen av franska staten. Koncernen har en försäljning om 60 miljarder euro 2019 och över 171 000 anställda.